# Мусалимов, Идеал Галиевич
Идеал Галиевич Мусалимов (каз. Идеал Ғалиұлы Мүсәлімов; 23 августа 1941, Володарский — 17 июня 2003, Караганда) — советский казахский научный и политический деятель, аким Карагандинской области в 1991—1992 годах, доктор технических наук.

## Биография
Родился в 1941 году в Астраханской области.
Окончил в 1964 году Карагандинский политехнический институт.
С 1964 по 1975 годы работал на Карагандинском заводе металлоконструкций, где прошёл путь от сменного мастера до главного инженера. С 1975 по 1984 годы — директор Карагандинского комбината «Стройпластмасс», с 1984 по 1985 — председатель Карагандинского горисполкома.
С 1985 по 1994 годы был генеральным директором ПО «Казполимер», с 1995 по 1997 годы — первый заместитель акима Карагандинской области (пост акима занимал в 1991—1992 годах). С 1997 и до конца жизни — президент ОАО «Стройпластмасс», председатель совета директоров промышленных предприятий области.
Автор более 10 научных публикаций и трёх патентов. Член-корреспондент Академии естественных наук и Академии технических наук Республики Казахстан, почётный гражданин Караганды (22.08.2001).
Скоропостижно скончался в 2003 году.

## Семья
- Сын: Мусалимов, Игорь Идеалович временно поверенный в делах в Чехии (2003-04 — ВПД)
- Сын: Мусалимов Марат Идеалович
- Дочь: Мусалимова (Бейсекова) Галия Идеаловна
- Мусалимова (Тогайбаева) Алия Идеаловна.